# علي نوبخت حقيقي
علي نوبخت حقيقي (بالفارسية: علی نوبخت حقیقی) (ولد عام 1948 في رشت) هو طبيب إيراني بارز، يُعرف بمساهماته في مجال الطب، خاصة في مجال أمراض الكلى، وله دور ريادي في تطوير السياسات الصحية والتعليم الطبي في إيران.

## المناصب والأنشطة العلمية
يشغل نوبخت حاليًا منصب رئيس الجمعية الإيرانية للتبرع بالأعضاء، وهي مؤسسة غير ربحية تُعنى بزيادة الوعي بالتبرع بالأعضاء وزيادة عدد المتبرعين في إيران. كما يشغل عضوية دائمة في أكاديمية العلوم الطبية الإيرانية، وكان سابقًا أمينها العام، وهي الهيئة العليا العلمية والطبية في البلاد.

## الأبحاث والمؤلفات
نشر نوبخت العديد من الأبحاث العلمية في مجالات الكلى وزراعة الأعضاء، وأسهم في تطوير مناهج التعليم الطبي في الجامعات الإيرانية، كما شارك في مؤتمرات علمية دولية ممثلًا للقطاع الصحي الإيراني.

## العمل العام
إلى جانب نشاطه الأكاديمي والطبي، شارك نوبخت في عدد من اللجان التشريعية والاستشارية في إيران، وكان من بين الأصوات البارزة في دعم تطوير نظام الرعاية الصحية وتوسيع برامج زراعة الأعضاء.

## وصلات خارجية
- الجمعية الإيرانية للتبرع بالأعضاء – مجلس الإدارة
- أكاديمية العلوم الطبية الإيرانية – الأعضاء الدائمون